# Lee Hak-min
Đây là một tên người Triều Tiên, họ là Lee (tên người Triều Tiên).
Lee Hak-min (tiếng Hàn: 이학민; sinh ngày 11 tháng 3 năm 1991) là một cầu thủ bóng đá Hàn Quốc thi đấu ở vị trí hậu vệ cho Bucheon FC ở K League Classic.

## Sự nghiệp
Anh được lựa chọn bởi Gyeongnam FC ở đợt tuyển quân K League 2014 và có bàn thắng tại màn ra mắt ngày 13 tháng 7 năm 2014 trong trận đấu tại giải vô địch trước Jeonbuk.